# Octonoba ampliata
Espèce
Octonoba ampliata est une espèce d'araignées aranéomorphes de la famille des Uloboridae.

## Distribution
Cette espèce est endémique du Sichuan en Chine,. Elle se rencontre vers Wolong.

## Description
La femelle holotype mesure 3,99 mm.

## Publication originale
- Dong, Zhu & Yoshida, 2005 : Twelve new species of the family Uloboridae (Arachnida: Araneae) from China. Acta Arachnologica, vol. 54, no 2, p. 81-92 (texte intégral).